# Xystrocera minuta
Xystrocera minuta là một loài bọ cánh cứng trong họ Cerambycidae.